# Koninklijke Steltenlopers van Merchtem

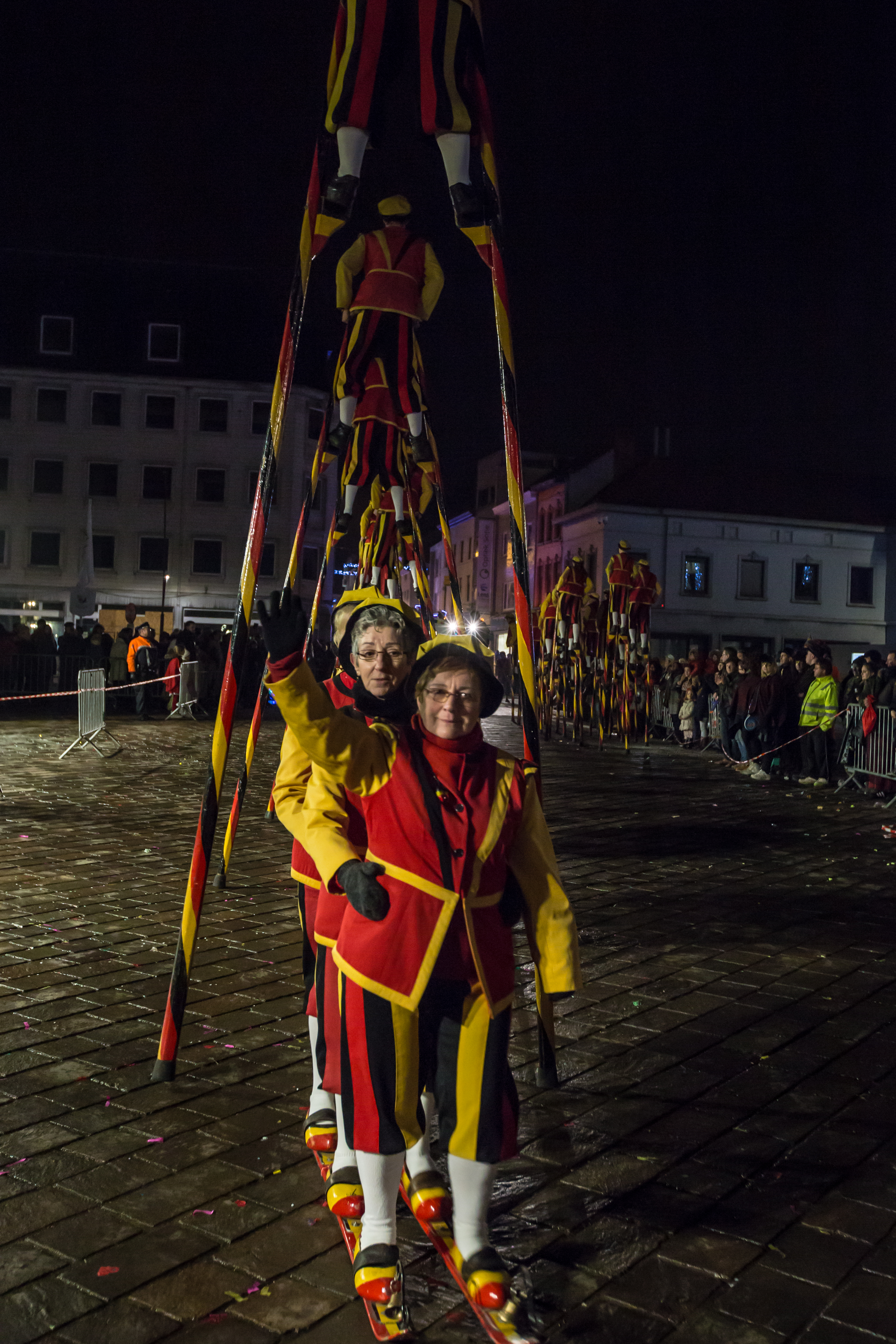
De Koninklijke Steltenlopers op de Bommelfeesten in Ronse, 2018

De Koninklijke Steltenlopers van Merchtem is een Vlaamse folkloristische vereniging die aan steltlopen doet. De vereniging bestaat uit ongeveer honderd leden, onder wie steltenlopers, klompen- of blokkenlopers en een harmonie van 25 personen. Ze nemen deel aan stoeten, parades en taptoes in binnen- en buitenland.
De steltenlopers lopen op stelten die in lengte variëren van 1 meter onder de voet tot maximaal 4,11 meter onder de voet. De hoogste stelten wegen 10 tot 12 kilogram en zijn enkel weggelegd voor de meest ervaren leden, na jaren oefening. De blokkenlopers marcheren per drie in drie paar klompen die op ski's zijn bevestigd. Ze moeten synchroon blijven marcheren, zo niet vallen ze om.
Zowel de steltenlopers als de blokkenlopers marcheren op het ritme van marsmuziek, die door de harmonie gespeeld wordt. Tijdens elke optocht is een ladderdrager de hekkensluiter, om te verzekeren dat de steltenlopers te allen tijde kunnen afstappen, mocht het nodig zijn.

## Geschiedenis
De huidige naam van de vereniging, Stichting Langevelde 1945 vzw, herinnert aan haar ontstaansgeschiedenis. Het steltlopen is ontstaan in de wijk Langevelde, een gehucht van Merchtem, dat van de dorpskern gescheiden werd door de Molenbeek. 's Winters trad deze waterloop regelmatig buiten zijn oevers en dan moesten de inwoners van Langevelde op stelten lopen om het centrum van Merchtem te bereiken. De oudste vermelding van dit gebruik dateert van 1336.
Of je, door al je gewicht op een schijf van nog geen 10 cm doormeter te plaatsen, vlot door een modderig broek geraakt, is overigens nog maar de vraag. Veel plausibeler is het gebruik van brede, skivormige glijplanken waarop blokken gemonteerd waren om de voeten droog te houden, om bij strenge vorst of sneeuw over de bevroren ondergrond te glijden. Dit verklaart de aanwezigheid van de blokkenlopers in het repertoire van de vereniging.
In 1945 organiseerde het gemeentebestuur een optocht ter ere van de bevrijding van België. Elke wijk moest iets speciaals doen en Langevelde vaardigde zijn steltenlopers af. Speciaal voor de gelegenheid verfden ze hun stelten in de driekleur van België en trokken ze tricolore outfits aan. Dit zijn tot op vandaag de kleuren van de vereniging.
Het optreden oogstte succes en enkele dagen na de stoet werd de Folkloristische Vereniging Steltenlopers van Merchtem gesticht. Veertien dagen later werden de steltenlopers ertoe uitgenodigd deel te nemen aan een vredesstoet in Wemmel en in februari 1946 namen ze deel aan de Carnavalsstoet in Aalst, waar ze als laureaten werden gehuldigd, net als in 1947 en 1948.
Naar aanleiding van haar vijftigjarig bestaan in 1995 verwierf de vereniging het predicaat 'Koninklijke'.

## Overzicht van internationale optredens
De Koninklijke Steltenlopers worden regelmatig gevraagd in het buitenland en luisterden tal van internationale evenementen op, zoals het WK Voetbal, Wereldtentoonstellingen of de Olympische Spelen.
- 1948: Belgische Militaire Feesten in Keulen (Duitsland)
- 1950: Rotterdam (Nederland)
- 1958: Luxemburg (Groot-Hertogdom Luxemburg)
- 1963: Bloemencorso San Remo (Italië)
- 1967, 1973, 1976, 1884: Scarborough (Groot-Brittannië)
- 1970: Wereldtentoonstelling Osaka (Japan)
- 1981: Playa de Aro, Lloret De Mar, Gerona (Spanje)
- 1983: Kingston, Knoxville, Oak Ridge, Nashville (Verenigde Staten)
- 1983, 1988: Oktoberfest in München (Duitsland)
- 1988: Palermo, Niscemi, Gela, Pedara, Caltanisetta (Sicilië, Italië)
- 1991: Playa de Aro, Lloret de Mar, Palamos, Olot (Spanje)
- 1992: Olympische Winterspelen in Albertville (Frankrijk)
- 1993, 1996, 2012: Nagasaki (Japan)
- 1996: Tokio (Japan)
- 1997: Cincinnati (Verenigde Staten) in het bijzijn van Prins Filip.
- 1998: WK Voetbal in Parijs (Frankrijk)
- 1999, 2005, 2013: Beijing (China)
- 2000: EK Voetbal in Brussel (België)
- 2000: Wereldtentoonstelling Hannover (Duitsland)
- 2002: Zuid-Korea
- 2005: Aichi (Japan)
- 2005, 2010: Hong Kong
- 2007, 2012: Tirol (Oostenrijk)
- 2007, 2013, 2014: Roemenië
- 2008: Wereldtentoonstelling in Zaragossa (Spanje)
- 2008, 2010, 2014, 2018: Culturele Feesten Huế (Vietnam)
- 2009: Denemarken
- 2010: Wereldtentoonstelling in Shangai (China)
- 2014: Feest ter ere van 200 jaar Koninkrijk der Nederlanden
- 2015: Moskou (optreden op het Rode Plein)[6]
- 2016: Dubai
- 2017: Best (Tirol, Oostenrijk)
- 2018: Europe Village in Ha Noi (Vietnam)

## Erkenning als immaterieel cultureel erfgoed
Op 4 juli 2018 maakte Vlaams minister van cultuur Sven Gatz bekend dat het steltenlopen in Merchtem wordt toegevoegd aan de Inventaris Vlaanderen voor Immaterieel Cultureel Erfgoed.